# جوزيف سيكورا
جوزيف سيكورا (بالإنجليزية: Joseph Sikora)‏ مواليد 27 يونيو 1976 في شيكاغو، هو ممثل أمريكي بدأ مسيرته الفنية عام 1987.

## الأعمال
- جزيرة المصراع
- جاك ريتشر
- طبعة مبكرة
- سي اس آي: نيويورك
- إي آر
- غريز أناتومي
- عقول إجرامية
- دون أثر
- سي إس آي: ميامي
- بريزون بريك

## وصلات خارجية
- جوزيف سيكورا على موقع IMDb (الإنجليزية)
- جوزيف سيكورا على موقع روتن توميتوز (الإنجليزية)
- جوزيف سيكورا على موقع ألو سيني (الفرنسية)
- جوزيف سيكورا على موقع أول موفي (الإنجليزية)
- جوزيف سيكورا على موقع قاعدة بيانات برودواي على الإنترنت (الإنجليزية)
- جوزيف سيكورا على موقع قاعدة بيانات الأفلام السويدية (السويدية)
- جوزيف سيكورا على موقع قاعدة بيانات الفيلم (الإنجليزية)
- جوزيف سيكورا على موقع كينوبويسك (الروسية)